# Nordex
Nordex é uma empresa alemã que projeta, vende e fabrica turbinas eólicas, fundada em 1985 e sediada na cidade de Rostock, com produção na Alemanha, Brasil, Espanha, Estados Unidos, Índia e México. Segundo a empresa, ela instalou mais de 12.800 turbinas eólicas em todo o mundo com capacidade total de cerca de 57 GW em mais de 40 países em todo o mundo até o final de 2024.
Ela também fornece serviços de planejamento e execução de iniciativas, incluindo a obtenção de permissões e a criação da estrutura essencial para implantar sistemas de energia eólica em áreas apropriadas, também faz manutenção, aprimoramento técnico e monitoramento de parques eólicos.

## História

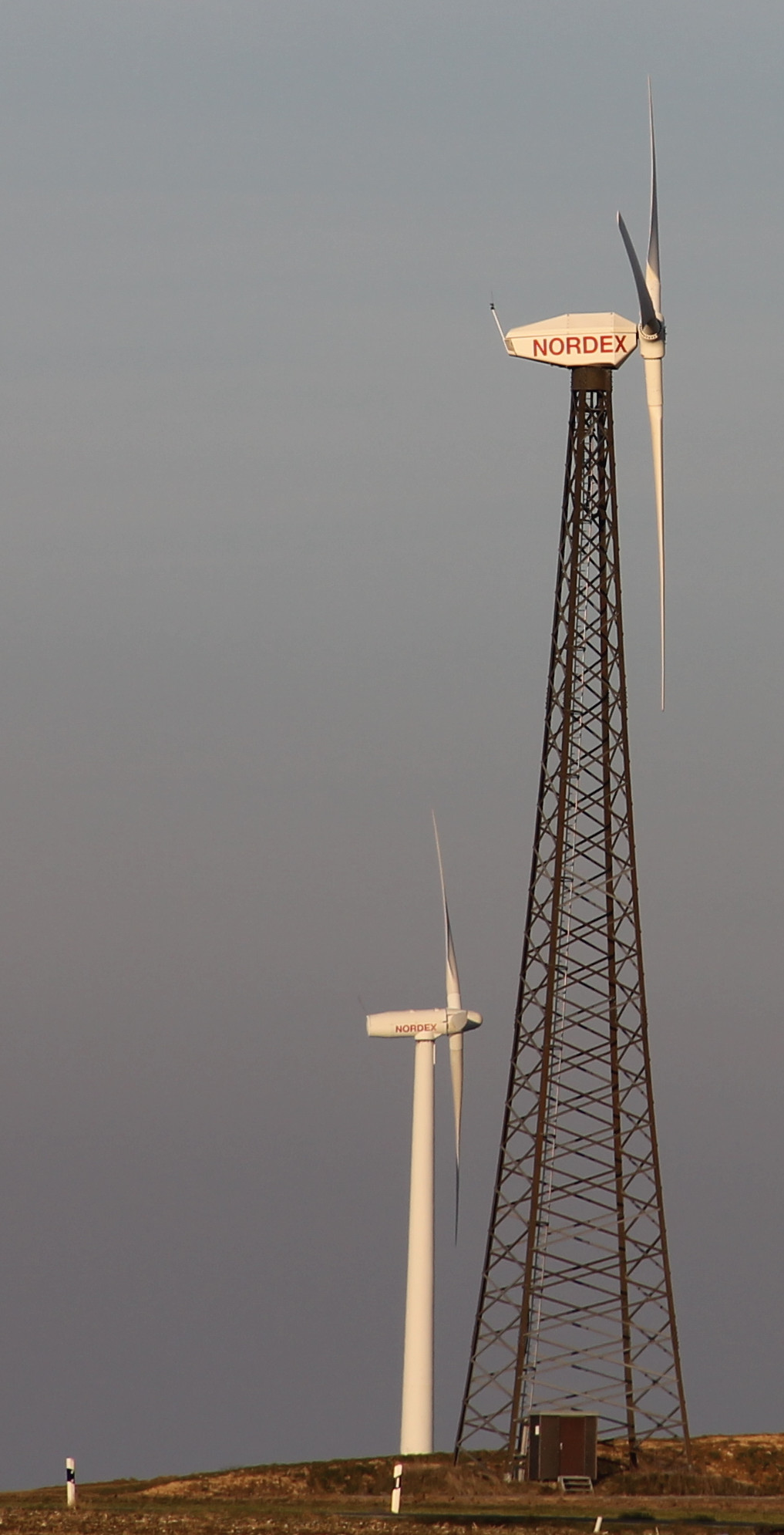
Nordex N27 (Frente) e e N43 (Atrás)

A empresa foi fundada pelos irmãos Carsten e Jens Pedersen na cidade de Give, Dinamarca, em 1985.
Dois anos após sua fundação, a empresa lançou a turbina eólica N27, com potência de 250 kW, que estava entre as maiores do planeta na época.

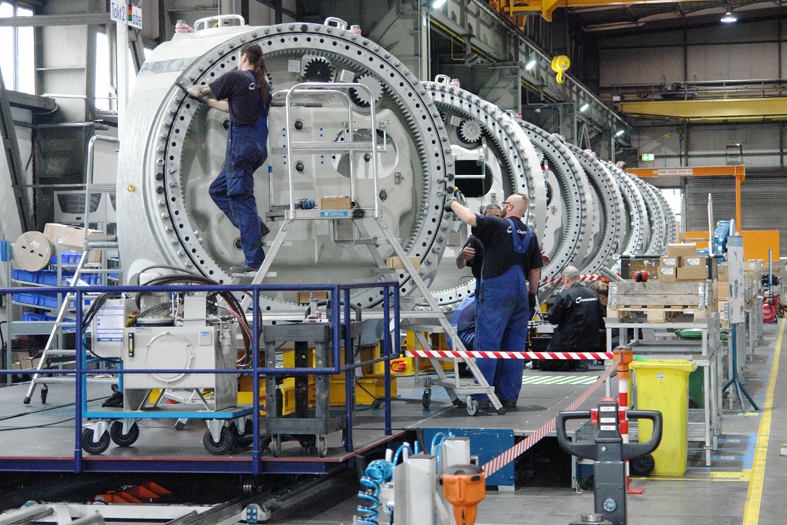
Trabalho de montagem na Nordex em Rostock, Alemanha

Em 1991, criou uma filial na Alemanha, chamada Nordex Energieanlagen, estabelecida na cidade de Rinteln e logo abriu sua primeira fabrica no país em Rerik.

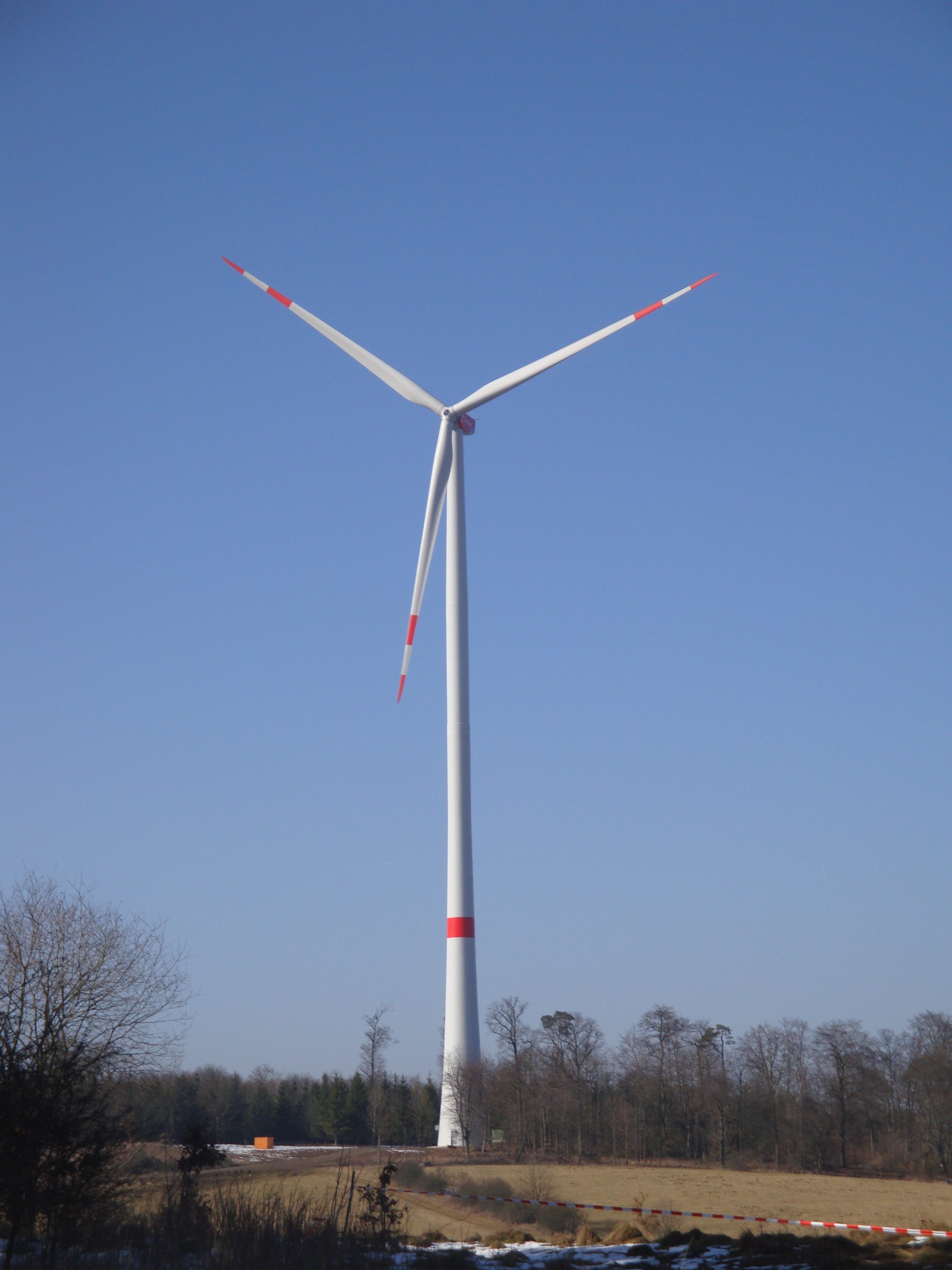
Nordex N117/2400 (Gamma) na Alemanha

Com o crescimento da demanda por energia eólica na Alemanha e em 1993 a empresa começou a produzir turbinas com capacidade entre 800 e 1.000 kW.
Em 1995, um governo do um determinado estado da Alemanha deu incentivos para a empresa e que possibilitou o desenvolvimento do protótipo N52/800, com capacidade de 800 kW. Pouco depois, o modelo foi aprimorado para 1 MW, originando o N54/1000 — a primeira turbina eólica comercial da categoria megawatt a ser produzida em escala industrial no mundo. Em 1996, a fabricante alemã de componentes Balcke-Dürr identificou potencial no plano de crescimento da Nordex e decidiu adquirir a empresa.
No ano de 2000, a Nordex instalou o protótipo N80/2500, equipado com controle de inclinação das pás, operação em velocidade variável, potência de 2,5 MW e rotor com 80 metros de diâmetro. Esse foi o primeiro aerogerador comercial do mundo da categoria de 2,5 MW.
Em abril de 2001, ela abriu o capital na bolsa de valores alemã.
Em 2006, a primeira fábrica offshore da Alemanha foi construída na Breitling e a produção chinesa de grandes turbinas entrou em operação. Já em 2003, uma instalação de teste offshore foi construída em Kattegat, na cidade portuária dinamarquesa de Frederikshavn. Em janeiro de 2007, uma instalação de produção de pás de rotor foi inaugurada na China.
Em outubro de 2008, a Nordex anunciou seu investimento em uma nova unidade de produção em Jonesboro, no estado americano de Arkansas. Em outubro de 2010, a fábrica, que custou cerca de 40 milhões de dólares, foi oficialmente inaugurada.
Em 2009, 82% das vendas da empresa vieram da Europa.
Desde 4 de março de 2010, a Nordex tem a forma jurídica de Societas Europaea (SE). A partir de então, opera sob o nome Nordex SE, a mudança foi aprovada em assembleia geral anual de acionistas em maio de 2009, anteriormente a Nordex tinha forma jurídica de Aktiengesellschaft (AG).
Em junho de 2013, a Nordex anunciou que interromperia a produção nos Estados Unidos devido à baixa utilização da capacidade e cortaria 40 empregos. Vendas, serviços e gerenciamento de projetos foram mantidos no local.
Em março de 2014, a Nordex ultrapassou o limite de 10.000 MW de capacidade instalada.
Em outubro de 2015, a Nordex anunciou a aquisição da divisão de energia eólica do grupo espanhol de infraestrutura Acciona. O preço de compra foi de 785 milhões de euros, dos quais pouco menos de metade devia ser pago em dinheiro e o restante com ações recém-emitidas da Nordex. Como resultado, a Acciona tornou-se o maior acionista individual da Nordex, com uma participação de 29,9%, enquanto o principal acionista anterior, a família Klatten, reduziu sua participação para 5,7%.
No início de 2017, a Nordex adquiriu a desenvolvedora dinamarquesa de pás de rotor SSP Technology com cerca de 70 funcionários. No passado, a SSP Technology desenvolveu várias pás de rotor para turbinas eólicas com potências de 1,5 a 8 MW e também produziu protótipos dessas pás em sua própria fábrica em Kirkeby. O objetivo da aquisição, que de acordo com a Nordex custou um valor baixo de um dígito de milhões, era adquirir conhecimento técnico na construção de pás de rotor para futuras turbinas, bem como as patentes detidas pela SSP Technology. Entre outras coisas, a empresa projetou pás de rotor de até 83,5 metros de comprimento e tinha experiência na construção de pás de rotor divididas. No entanto, a produção de novas pás deveria continuar a ocorrer na fábrica da Nordex em Rostock.
Em junho de 2022, a Nordex encerrou a produção de pás de rotor em Rostock, resultando na demissão de cerca de 600 pessoas. A Nordex atribuiu a decisão a fatores como a crescente concorrência global, a redução de 50% nos pagamentos pela geração de energia eólica ao longo de cinco anos e o aumento da demanda por pás de rotor mais longas, que não podem ser fabricadas na planta de Rostock. Além disso, o setor eólico na Alemanha ainda enfrentava dificuldades após a mudança abrupta no modelo de subsídios ocorrida em 2019.
Em junho de 2024, a Nordex anunciou que queria retomar a produção de nacele na fábrica de Iowa. A previsão anual de capacidade de geração de 2,5 gigawatts (GW) com capacidade total e que devem ser fabricadas anualmente para o mercado norte-americano.